# Liogonyleptoides
Liogonyleptoides is een geslacht van hooiwagens uit de familie Gonyleptidae.
De wetenschappelijke naam Liogonyleptoides is voor het eerst geldig gepubliceerd door Mello-Leitão in 1925. 

## Soorten
Liogonyleptoides omvat de volgende 5 soorten:
- Liogonyleptoides capichaba
- Liogonyleptoides heliae
- Liogonyleptoides inermis
- Liogonyleptoides minensis
- Liogonyleptoides tetracanthus